# Hvítárvatn
Hvítárvatn (soms ook wel Hvítárlón genoemd) is een gletsjermeer in het IJslandse binnenland en ligt even westelijk van de Langjökull op ongeveer 45 kilometer ten noordoosten van de Gullfoss waterval.
Het meer heeft een wateroppervlakte van 30 km² en de maximale diepte bedraagt 84 meter en het is de oorsprong van de gletsjerrivier Hvítá. Er zijn verschillende rivieren en meren in IJsland waarvan de naam begint met hvít (hvítur is IJslands voor wit). Dat komt doordat het smeltwater van gletsjers meestal een lichte kleur heeft doordat zich in het water fijn steenslijpsel bevindt wat de gletsjer van de rotsige onderlaag heeft afgeschuurd.